# Фонте, Жозе
Жозе́ Миге́л да Ро́ша Фо́нте (порт. José Miguel da Rocha Fonte; род. 22 декабря 1983, Пенафиел) — португальский футболист, защитник клуба «Каза Пия». Выступал за сборную Португалии. Участник чемпионата мира 2018. Бронзовый призёр Кубка конфедераций 2017. Победитель чемпионата Европы 2016.
Младший брат Жозе Руй также является профессиональным футболистом.

## Клубная карьера

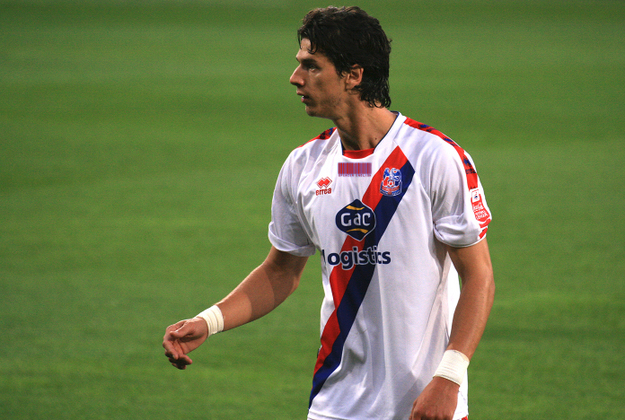
Жозе Фонте в составе «Кристал Пэлас»

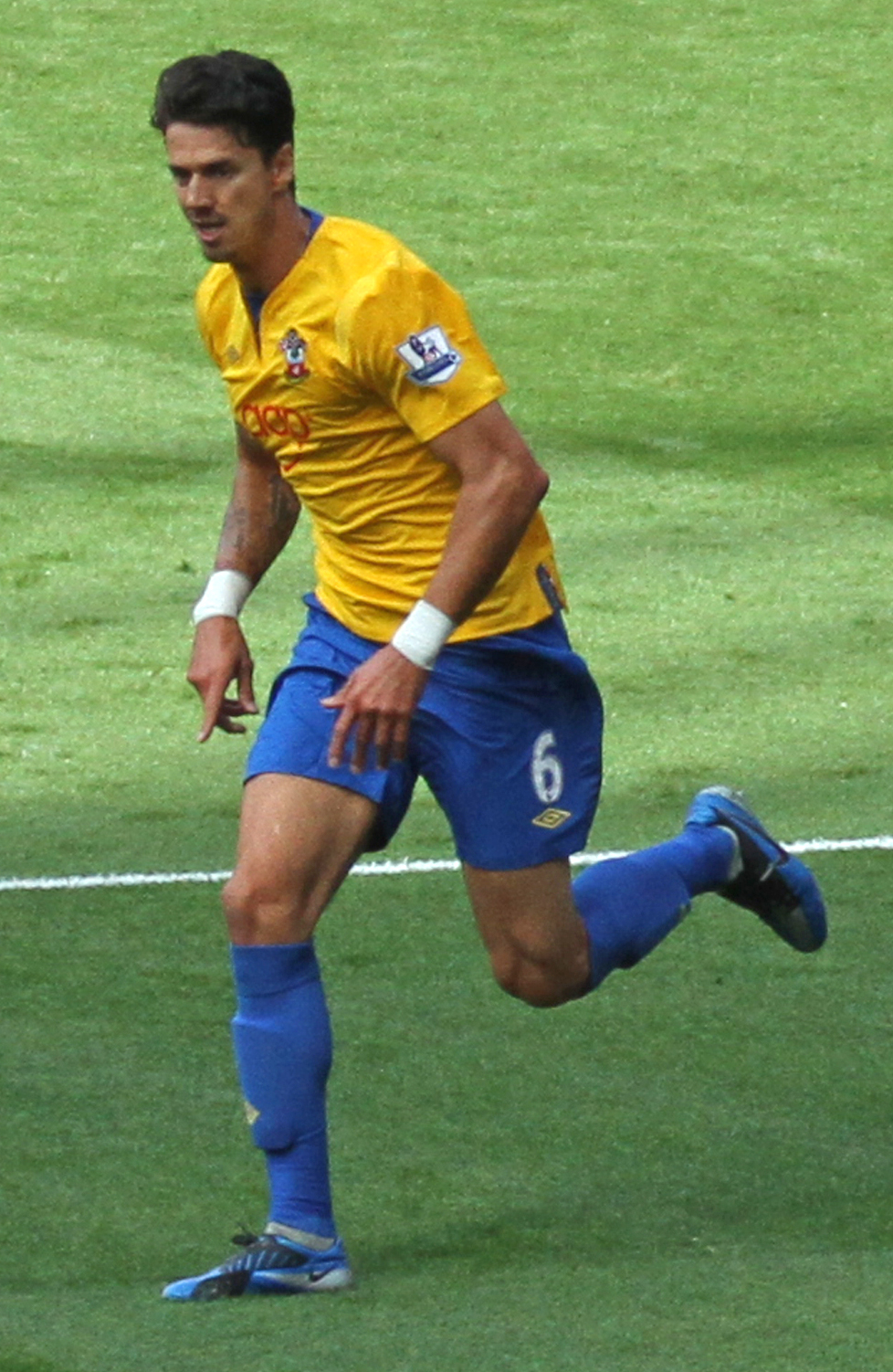
Жозе Фонте в составе «Саутгемптона»

Фонте — воспитанник клуба лиссабонского «Спортинга». После окончания клубной академии в 2002 году Жозе на протяжении двух лет выступал за дублирующий состав, тщетно пытаясь пробиться в основу. В 2004 году в поисках игровой практики он перешёл в «Фелгейраш» из Сегунды, а в 2005 пополнил ряды «Витории» Сетубал, в составе которой дебютировал в Сагриш лиге.
В начале 2006 года Фонте подписал контракт с лиссабонской «Бенфикой». Для получения игровой практики он сразу же был отдан в аренду в «Пасуш де Феррейра». Вторую половину сезона Жозе провёл в аренде в «Эштреле».
В 2007 году Фонте расторгнул контракт с «Бенфикой» на правах свободного агента перешёл в английский «Кристал Пэлас» из Чемпионшипа. 7 апреля 2008 года в матче против «Сток Сити» он забил свой первый гол за «орлов». В начале 2010 года Жозе перешёл в «Саутгемптон». Сумма трансфера составила 1,2 млн фунтов. Контракт был подписан на 3,5 года. 16 января в поединке против «Миллуолла» Фонте дебютировал в первой лиге. 28 августа в матче против «Бристоль Роверс» он забил свой первый гол за «Саутгемптон». В 2011 году Жозе помог команде выйти в Чемпионшип и был признан лучшим футболистом сезона в клубе. Став ключевым защитником команды Фонте уже через год помог «Саутгемптону» занять второе место и по итогам сезона выйти в элиту. 19 августа 2012 года в поединке против «Манчестер Сити» он дебютировал в Премьер-лиге. 7 октября в матче против «Фулхэма» Жозе сделал «дубль», забив свои первые голы в английской элите. В январе 2014 года на тренировке между Фонте и Пабло Освальдо произошла стычка в результате которой Жозе несколько гематом на лице. Летом того же года после ухода из команды Адама Лалланы Фонте был назначен капитаном. В августе Жозе продлил соглашение с «Саутгемптоном» ещё на три года.
В начале 2017 года Фонте перешёл в «Вест Хэм Юнайтед», подписав контракт на 2,5 года. Сумма трансфера составила 8 млн фунтов. 1 февраля в матче против «Манчестер Сити» он дебютировал за новую команду.
В начале 2018 года Фонте перешёл в китайский «Далянь Ифан». 3 марта в матче против «Шанхай СИПГ» он дебютировал в китайской Суперлиге.
20 июля 2018 года Фонте перешёл в французский «Лилль», подписав двухлетний контракт с клубом. 18 августа в матче против «Монако» он дебютировал в Лиге 1. 22 сентября в поединке против «Нанта» Жозе забил свой первый гол за «Лилль».

## Карьера в сборной

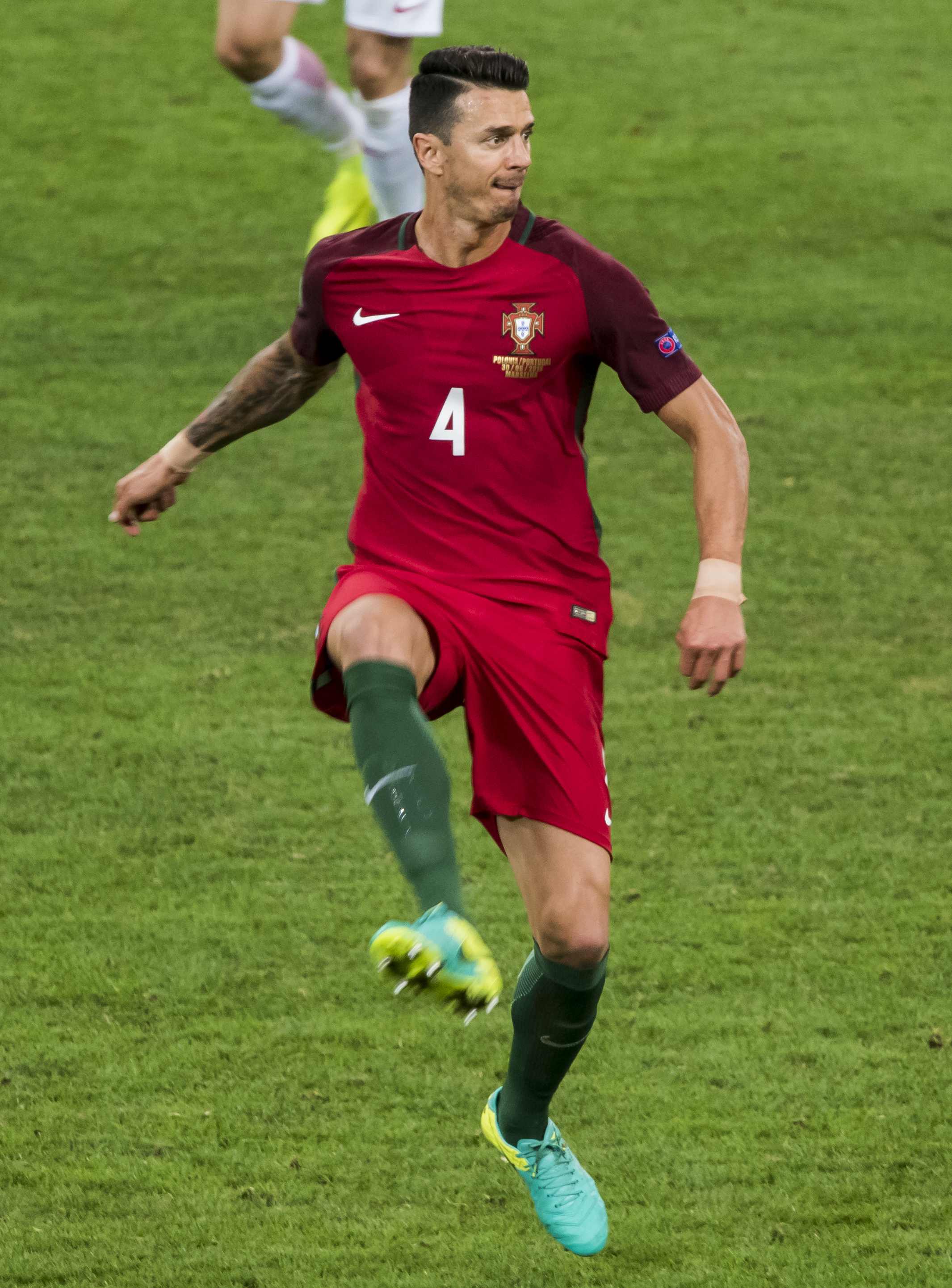
Фонте в составе сборной Португалии

18 ноября 2014 года в товарищеском матче против сборной Аргентины дебютировал за сборную Португалии, заменив Пепе во втором тайме.
Летом 2016 года Фонте стал победителем чемпионата Европы во Франции. На турнире он сыграл в матчах против команд Хорватии, Польши, Уэльса и Франции.
В 2017 году Фонте принял участие в Кубке конфедераций в России. На турнире он сыграл в матчах против команд Мексики и Чили.
В 2018 году Фонте принял участие в чемпионате мира в России. На турнире он сыграл в матчах против команд Испании, Марокко, Ирана и Уругвая.

## Достижения
«Саутгемптон»
- Обладатель Трофея Футбольной лиги: 2009/10
- Серебряный призёр Лиги 1: 2010/11
- Серебряный призёр Чемпионшипа: 2011/12

«Лилль»
- Чемпион Франции: 2020/21
- Обладатель Суперкубка Франции: 2021

Сборная Португалии
- Чемпион Европы: 2016
- Победитель Лиги наций УЕФА: 2018/19